# Scopocira
Scopocira là một chi nhện trong họ Salticidae.

## Các loài trong chi
- Scopocira atypica Mello-Leitão, 1922 (Brazil)
- Scopocira carinata Crane, 1945 (Guyana)
- Scopocira dentichelis Simon, 1900 (Venezuela)
- Scopocira fuscimana (Mello-Leitão, 1941) (Brazil)
- Scopocira histrio Simon, 1900 (Brazil, Argentina)
- Scopocira melanops (Taczanowski, 1871) (Peru, Guyana)
- Scopocira panamena Chamberlin & Ivie, 1936 (Panama)
- Scopocira tenella Simon, 1900 (Brazil)
- Scopocira vivida (Peckham & Peckham, 1901) (Brazil)